# Formosatettix seti
Formosatettix seti är en insektsart som beskrevs av Sigfrid Ingrisch 2006. Formosatettix seti ingår i släktet Formosatettix och familjen torngräshoppor. Inga underarter finns listade i Catalogue of Life.